# لیوبیشا دونجرسکی
لیوبیشا دونجرسکی (صربی: Ljubiša Dunđerski؛ زادهٔ ۲۶ مهٔ ۱۹۷۲) بازیکن سابق و مربی فوتبال اهل صربستان است.
از باشگاه‌هایی که در آن بازی کرده‌است می‌توان به باشگاه فوتبال کومو، باشگاه فوتبال وویوودینا، و باشگاه فوتبال آتالانتا اشاره کرد.
وی همچنین در تیم ملی فوتبال صربستان و مونته‌نگرو بازی کرده‌است.